# Casper (Wyoming)
Casper é uma cidade localizada no estado norte-americano do Wyoming, no condado de Natrona, do qual é sede.

## Geografia
De acordo com o United States Census Bureau, a cidade tem uma área de 69,6 km², dos quais 68,8 km² estão cobertos por terra e 0,8 km² por água.

### Localidades na vizinhança
O diagrama seguinte representa as localidades num raio de 28 km ao redor de Casper. 

## Demografia
Segundo o censo nacional de 2010, a sua população é de 55 316 habitantes e sua densidade populacional é de 794,5 hab/km². É a segunda cidade mais populosa do Wyoming. Possui 24 536 residências, que resulta em uma densidade de 356,8 residências/km².

## Marcos históricos
A relação a seguir lista as 30 entradas do Registro Nacional de Lugares Históricos em Casper. O primeiro marco foi designado em 15 de outubro de 1966 e o mais recente em 17 de outubro de 2016. Aqueles marcados com ‡ também são um Marco Histórico Nacional.
- Bishop House
- Bridger Immigrant Road-Waltman Crossing
- Casper Army Air Base
- Casper Buffalo Trap
- Casper Downtown Historic District
- Casper Federal Building
- Casper Fire Department Station No. 1
- Casper Motor Company-Natrona Motor Company
- Church of Saint Anthony
- Consolidated Royalty Building
- Dean Morgan Junior High School
- Elks Lodge No. 1353
- Fort Caspar
- Grant Street Grocery and Market
- Independence Rock‡
- Martin's Cove
- Masonic Temple
- Midwest Oil Company Hotel
- Natrona County High School
- North Casper Clubhouse
- Odd Fellows Building
- Ohio Oil Company Building
- Pathfinder Dam
- Rialto Theater
- Roosevelt School
- South Wolcott Street Historic District
- Stone Ranch Stage Station
- Townsend Hotel
- Tribune Building
- Turner-Cottman Building